# Francesc Pérez Moragón
Francesc Pérez Moragón, né à Algemesí (province de Valence, Espagne) en 1948, est un journaliste, historien de la littérature spécialiste des lettres catalanes, de Joan Fuster et de l'histoire du valencianisme.

## Biographie
Il est licencié en philologie catalane (ou philologie hispanique) de l'université de Valence.
De 1971 à 1974 il est rédacteur en chef de la Gran Enciclopedia de la Región Valenciana (es),.
Entre 1978 et 1985 il travaille secrétaire de rédaction de la revue L'Espill, fondée par Joan Fuster et publiée par l'université de Valence,.
De 1984 à 1986, il est directeur de l'hebdomadaire El Temps,. Entre 1987 et 2000, il collabore également à Saó.
Il est de 1988 à 1991 secrétaire du groupe parlementaire de d'Unitat del Poble Valencià (UPV) au Cortes valenciennes. Il quitte ce poste lorsqu'il est nommé directeur technique de la politique linguistique à l'université Jaume I, poste qu'il occupe jusqu'en 1994, où il devient rédacteur et secrétaire de l'Institut interuniversitaire de philologie valencienne de l'université de Valence, jusqu'en 2014,.

## Œuvre
Il est l'auteur de plusieurs biographies, notamment de Joan Fuster (Joan Fuster, el contemporani capital, 1994 ; Joan Fuster. D'un temps, d'un país (1922-1992) avec Salvador Ortells,), Vicent Ventura (Vicent Ventura, un home de combat, 1998) et Doro Balaguer (Doro Balaguer: pintura política, 2011).